# Chantereine
Pour les articles homonymes, voir Chantereine (homonymie).
La Chantereine  est un cours d'eau français, affluent de la Marne, donc sous-affluent de la Seine, né de ruissellements sur les collines de Vaujours. Elle traverse les départements de la Seine-Saint-Denis et de Seine-et-Marne dans la région Île-de-France.
Pendant longtemps appelée « le ruisseau de Chelles », son nom actuel est ru de Chantereine, d'où le quartier éponyme de Chelles. Le nom « Chantereine » semble provenir du chant des rainettes qui y coassaient (et non d'une reine).

## Géographie
D'une longueur de 7,4 km selon le SANDRE, le ru de Chantereine prend source au lieu-dit l'Étang, sur la commune de Courtry, à 57 m d'altitude.
La Chantereine s'écoule en direction du sud-est, baigne Courtry, Les Coudreaux et Chantereine (deux quartiers de Chelles), Brou-sur-Chantereine, notamment les plans d'eau du château, frôle Vaires-sur-Marne, puis rejoint Chelles à destination de la rive droite de la Marne au moyen d'un siphon sous le canal de Chelles et d'une station de pompage.
La station de pompage était gérée, jusqu'à la mise en service de l'électrification 25 kV 50 Hz de la section Paris-Gare de l'Est - Château-Thierry de la ligne Paris - Strasbourg en 1962, pour alimenter, en réversibilité, en eau de la Marne, les locomotives à vapeur via trois châteaux d'eau situés sur le site ferroviaire de Vaires (site majoritairement sur le territoire de la commune de Chelles).
Ensuite, elle gagne la Marne. Son seul exutoire se trouve en limite cadastrale avec la ville de Vaires ouest en face des îles de Chelles. en deux bras[réf. nécessaire] : l'un à sa confluence, en face de Gournay-sur-Marne, l'autre devant Ville-Évrard, un quartier de Neuilly-sur-Marne[réf. nécessaire]. Son embouchure se situe à trente-cinq mètres d'altitude après un cours de treize kilomètres de longueur[réf. nécessaire]  Large de quatre mètres trente, elle draine un bassin de deux mille six cent quatre-vingts hectares[réf. nécessaire]. Avant sa canalisation, elle avait un débit variant entre soixante-dix et cent cinquante litres par seconde[réf. nécessaire].

### Communes traversées
Dans le seul département de Seine-et-Marne, le ru de Chantereine traverse (ou longe) les cinq communes suivantes de Courtry (source), Le Pin, Brou-sur-Chantereine (qui est la seule commune portant son nom et participe à sa relative notoriété), Vaires-sur-Marne, Chelles (confluence).

### Toponyme
La Chantereine a donné son nom à la commune de Brou-sur-Chantereine en 1911.

## Affluent
Le ru de Chantereine n'a pas d'affluent référencé. Son affluent est le ru de Courgain, voir l'état des lieux cité plus haut. Son rang de Strahler est donc de un.

## Aménagements
Le ru de Chantereine a été qualifié de rivière urbaine oubliée en termes d'aménagement du territoire.